# Honsellbrücke
Die Honsellbrücke ist eine zweispurige Straßenbrücke mit beidseitigen Fuß- und Radwegen über die Einfahrt des Osthafens am Main in Frankfurt. Sie entstand im Zuge des Hafenbaus ab 1908 und wurde 1912 eingeweiht. Von der Brücke hat man einen hervorragenden Blick auf die Frankfurter Skyline und das Gebäude der ehemaligen Großmarkthalle. Die Brücke ist nach dem Wasserbauingenieur Max Honsell benannt. Zwischen September 2011 und Ende 2013 wurde die Brücke nach Plänen des Frankfurter Architekten Ferdinand Heide und des Ingenieurbüros Grontmij (seit 2016 Sweco) grunderneuert und verstärkt.

## Bauausführung

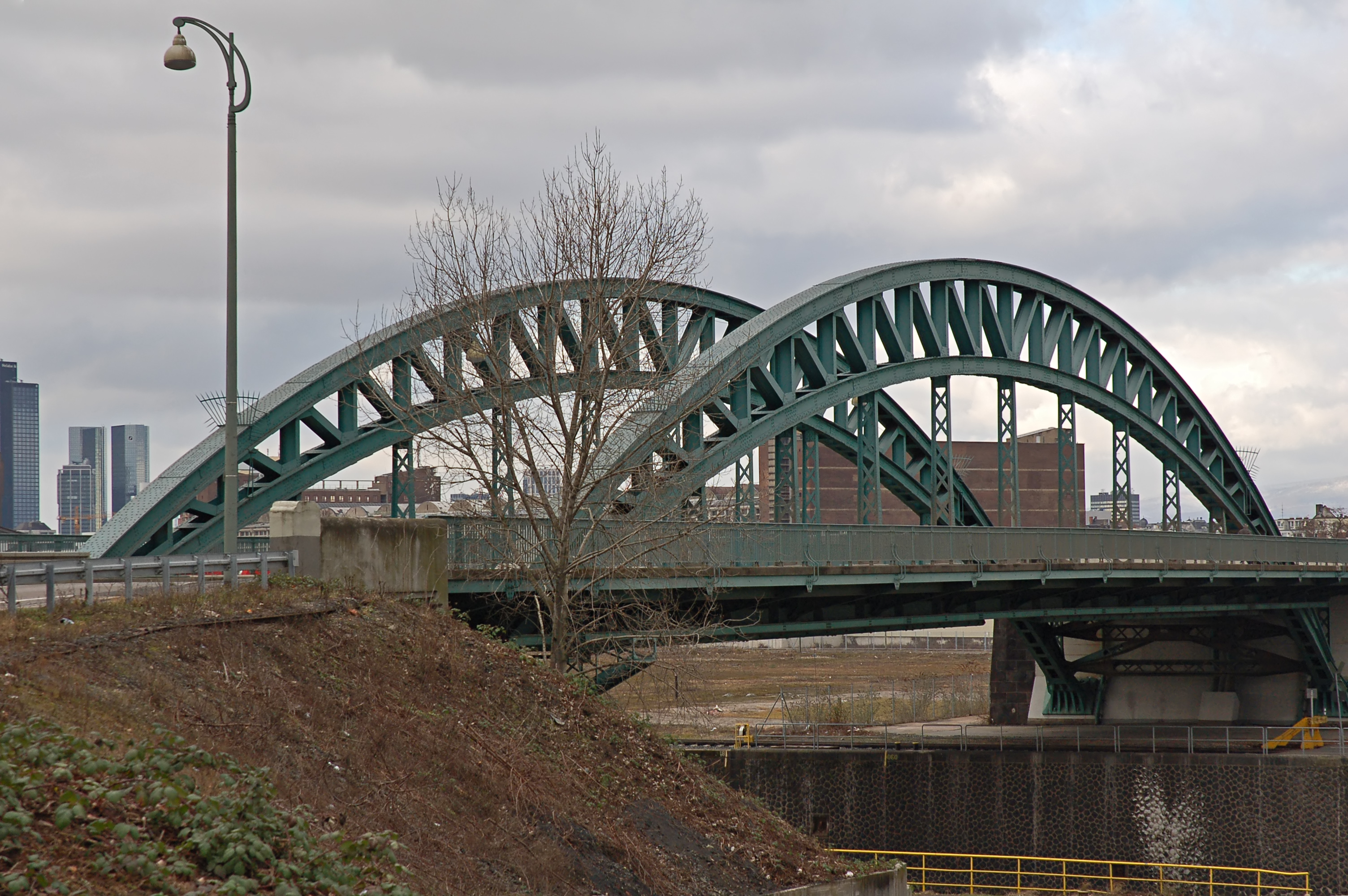
Zustand 2006 vor dem Umbau

Die mit Jugendstil-Elementen gestaltete, architektonisch wertvolle Brücke besteht aus einer Reihe baulich unterschiedlicher Segmente. Hauptstück der Brücke ist eine zweigelenkige Stahlfachwerk-Bogenbrücke mit einem eleganten Sichelbogenbinder, der eine Spannweite von 90 m aufweist.
Nördlich davon bestand eine mehr als 260 m lange Vorlandbrücke, ein gemauerter Bogenviadukt mit sechs Segmenten, in der Ausführung dem der Berliner Stadtbahn nachempfunden. Die ehemals offenen Korbbögen wurden bereits 1913 verschlossen, um dort Werkstatt- und Aufenthaltsräume unterzubringen.
Geländer und Lampen der Brücke sind aufwändig verziert. Reliefs weisen auf die Arbeit im Hafen hin und der Rampenabschluss zur Hanauer Landstraße wurde von der Steinskulptur eines Panthers bewacht.
Die Honsellbrücke ist ein Kulturdenkmal nach dem Hessischen Denkmalschutzgesetz und Bestandteil der Route der Industriekultur Rhein-Main.

## Verkehrsfunktion
Auf der Honsellbrücke überquert die Honsellstraße die Einfahrt des Osthafens und die Städtische Verbindungsbahn. Sie wurde bis zum Umbaubeginn von der Buslinie 31 des Frankfurter Stadtverkehrs befahren.
Beabsichtigt war schon in der Errichtungszeit die Fortsetzung der Verkehrsachse durch eine weitere Brücke, die den Main queren und nach Sachsenhausen führen sollte. Dazu kam es aber aufgrund des Ersten Weltkriegs nicht mehr.
Jetzt wurde seit 2011 die Osthafenbrücke gebaut und installiert und damit dieses Konzept verwirklicht.

## Entwicklung und Bau

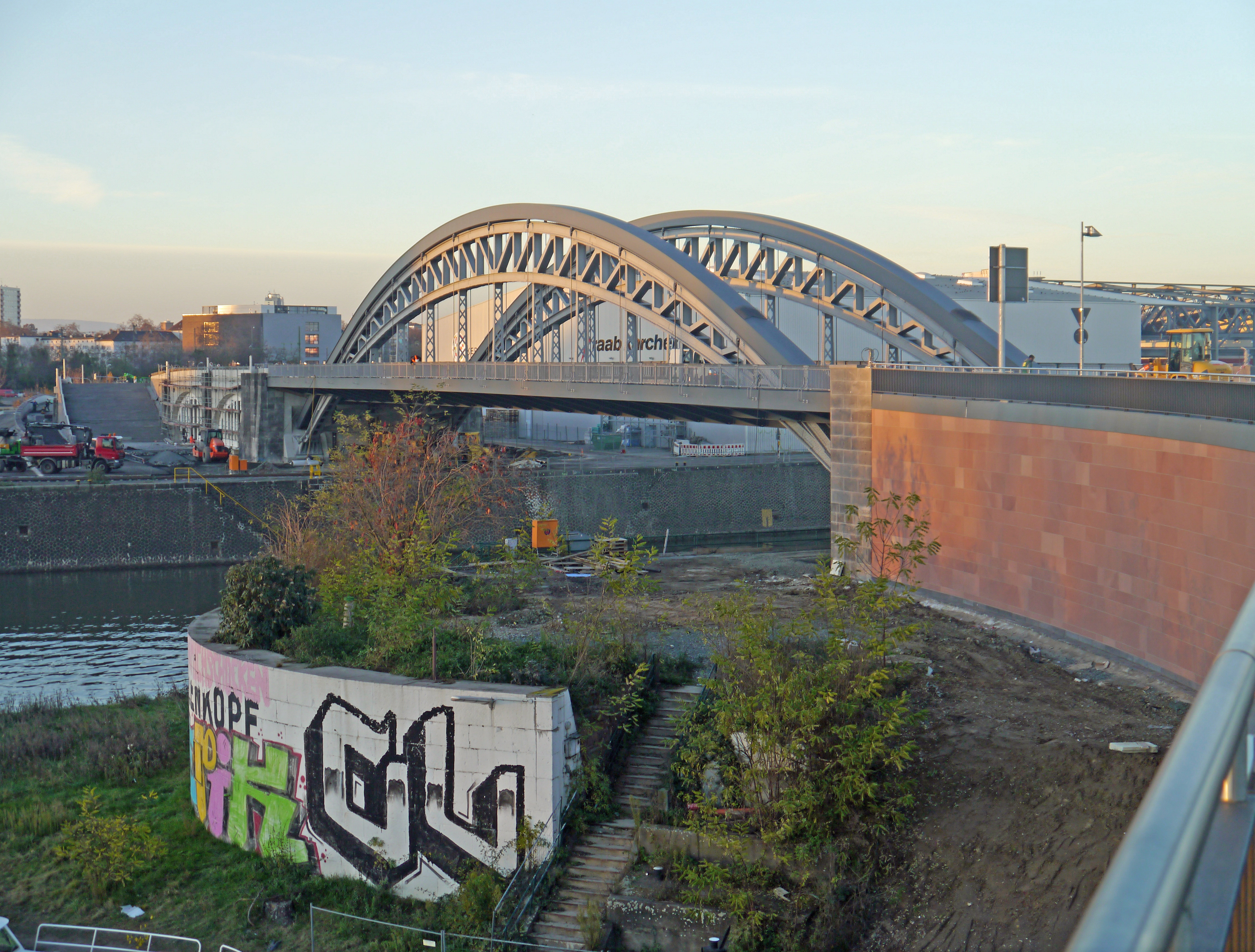
Zustand 2013 nach dem Umbau

Aufgrund einer Neubelebung des Frankfurter Ostends und der im Sommer 2011 begonnenen Mainquerung an dieser Stelle (Osthafenbrücke, vorheriger Projektname Mainbrücke Ost) hatte die Brücke wieder eine verkehrliche Aufwertung erfahren. Wegen der zu geringen Traglast (20 t) wurde eine Verstärkung der Brücke erforderlich. Dazu wurde im Vorfeld der erhaltene Bestand 2006 dokumentiert. Das heutige Erscheinungsbild der Honsellbrücke ist durch den Erhalt der Stahlbögen, Hänger und Geländer weitgehend gesichert worden. Die Fahrbahnplatte wurde komplett erneuert. Es ist seitdem ein Stahlverbund-Fahrbahndeck, das mit Stahlseilen an den zwei neuen Brückenbögen aufgehängt wurde, die über den alten Bögen errichtet wurden. Die alten Bögen und Hänger tragen nur noch ihr Eigengewicht. Das „Aufpfropfen“ der neuen Bögen und Hänger auf die bestehenden ist der Versuch, die Eingriffe in die Gestalt der Brücke zu minimieren.
Auch die Zufahrt zur Brücke wurde angepasst: Zwischen der Hanauer Landstraße und Eyssenstraße wurde die Honsellstraße deutlich verbreitert, um Platz für Begrünung sowie Rad- und Gehwege zu schaffen. Die Honsellstraße wird künftig die Eyssenstraße nicht mehr überqueren, sondern auf gleicher Höhe kreuzen, so dass hier eine neue Verbindung geschaffen wurde. Unter denkmalpflegerischer Begleitung blieben von den ursprünglichen sechs Viaduktbögen zwei erhalten. Die denkmalpflegerisch wertvollen Natursteinreliefs und die historischen Leuchten wurden bei dem neuen Bauwerk wiederverwendet. Die beiden Bögen, die im Zuge der Sanierung verblieben, sollen künftig gastronomisch und kulturell genutzt werden.
Die Bauleistung wurde im Juli 2011 vergeben. Die Vergabesumme für die gesamte Honsellstraße einschließlich Brücken beträgt rund 14 Mio. € brutto. Hinzu kommen unter anderem Kosten für Planung und Gutachter. Der Baubeginn war im September 2011.
Die Brücke wurde, gemeinsam mit der Osthafenbrücke, am 10. Dezember 2013 durch die Oberbürgermeister Peter Feldmann und Horst Schneider, sowie Verkehrsdezernent Stefan Majer dem Verkehr übergeben.